# C shell
O Csh ou C shell foi desenvolvido por Bill Joy da Universidade de Berkeley é o Shell mais utilizado em ambientes *BSD e Xenix. Derivado originalmente da sexta edição do Unix /bin/sh (que era o Thompson shell), predecessor do Bourne shell.
A sintaxe foi modelada segundo a linguagem de programação C. O csh adicionou muitos aparatos em cima do Bourne shell, tais como aliases e histórico de comandos. Hoje, o csh original não é usado amplamente no Unix; foi superado por outros shells tais como o Tenex C shell (tcsh) baseado originalmente no código do C shell, adicionando complementação de nome de arquivos e edição de linhas de comando, comparado com o Korn shell (ksh), e o GNU Bourne-Again shell (bash). Um C shell independentemente desenvolvido e moderno, criado por Nicole Hamilton, também sobrevive no Windows na forma de Hamilton C shell.

## Atributos
O C shell tem a estrutura típica de um Unix shell: cada linha da entrada (ou linha de um script) é interpretada como um comando separado a ser executado, com a barra invertida colocando onde novas linhas de entrada são necessárias (logo multiplas linhas de entrada podem ser compostos por um simples comando a ser executado).